# 시시촌 (시마네현)
시시촌(志々村)은 시마네현 이시군에 설치되었던 촌이다. 현재의 이난정에 해당한다.